# Kronomyia pustulata
Kronomyia pustulata är en tvåvingeart som först beskrevs av Spungis 1992.  Kronomyia pustulata ingår i släktet Kronomyia och familjen gallmyggor. Inga underarter finns listade i Catalogue of Life.